# Севилья (аэропорт)

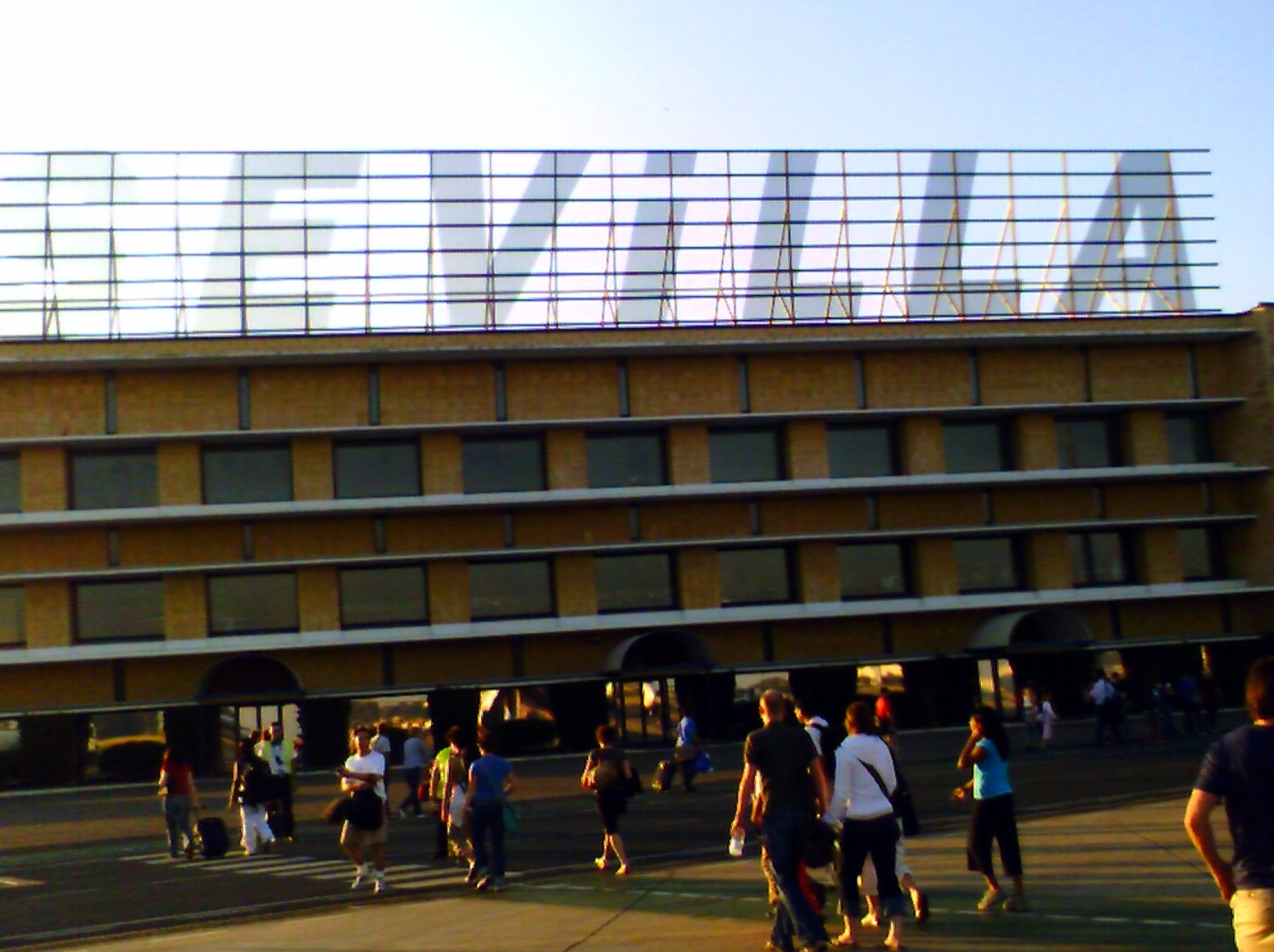
Основной терминал Севильского аэропорта

Севильский аэропорт (исп. Aeropuerto de Sevilla) — главный аэропорт Севильи и второй аэропорт Андалусии после Малагского аэропорта. В 2009 году Севильский аэропорт обслужил 4 051 392 пассажиров. Аэропорт имеет один терминал и одну взлётно-посадочную полосу.